# Nauden
Nauden ist ein Ortsteil der Gemeinde Luckau (Wendland) im Landkreis Lüchow-Dannenberg in Niedersachsen. 
Das Dorf liegt östlich des Kernbereichs von Luckau zwischen der nördlich verlaufenden B 493 und der B 71. Nordöstlich von Nauden liegt das 25 ha große Naturschutzgebiet Salzfloragebiet bei Schreyahn und südlich das 124 ha große Naturschutzgebiet Luckauer Holz.

## Geschichte
Am 1. Juli 1972 wurde Nauden in die Gemeinde Luckau eingegliedert.